# Archicofradía de la Sangre (Málaga)
La Archicofradía de la Sangre, cuya denominación oficial es Pontificia, Real, Muy Ilustre y Venerable Archicofradía del Santísimo Cristo de la Sangre, María Santísima de Consolación y Lágrimas; y del Santo Sudario, es una Cofradía de Málaga, miembro cofundador de la Agrupación de Cofradías, que participa en la Semana Santa de Málaga.

## Escudo
La heráldica que representa a esta Archicofradía se compone por dos escudos acolados, en flanco diestro, de oro, una ese de gules diapreada de plata a una cruz, borduras de gules entallada de plata, timbrado de la corona real de España; que es la Sangre, y el flanco siniestro de la Merced, mantelado de plata un calvario, cinco llagas de gules puestos en aspa, timbrado de la corona ducal, que es la Sangre antigua. Jefe dos llaves colocadas en aspa, una de oro y otra de plata, liadas de azur y timbrada por la tiara pontificia.

## Historia

### Orígenes
En la Edad Media, el culto a la Preciosísima Sangre de Jesucristo alcanzó un gran arraigo, expandiéndose por Europa y España, llegando a Málaga de la mano de la Orden de la Merced, que se estableció en la ciudad en 1499. La Orden asentó su primer convento en una ermita situada entre los cerros de Gibralfaro y de San Cristóbal (lo cual enlaza con la leyenda del Santísimo Cristo), poco después de la reconquista por los Reyes Católicos. Entre 1507 y 1509, la Orden construye iglesia propia, años en los que la Cofradía de la Sangre de Málaga fue fundada, estando unida a la comunidad mercedaria hasta la exclaustración de la orden. 
Las primitivas constituciones de la Archicofradía son de 1507, conocidas gracias a la transcripción de estas en la reforma de las constituciones del año 1789, depositadas en el Archivo Histórico Nacional, en Madrid. No obstante, la Cofradía habría nacido antes, correspondiendo la fecha a su instalación en la iglesia conventual de la Merced, siendo las constituciones de 1578 las que se formalizan. Por tanto, la fundación debe ubicarse en torno a finales del siglo XV o inicios del siglo XVI, siendo de las Cofradías más antiguas de la ciudad. 
La Corporación rendía culto a la primitiva talla del Santísimo Cristo de la Sangre, de autor anónimo, aunque se podría fechar hacia el siglo XV por sus características, siendo concebido con la cabeza desplomada hacia la derecha, coronado de espinas, faldellín de tejido y fijado a la cruz con tres clavos, con el pie derecho montado sobre el izquierdo.

### SigloXVII
Durante el siglo XVII, la Cofradía recibe numerosos privilegios que le fueron concedidos por diferentes Pontífices.
Uno de ellos fue la agregación a diferentes hermandades de los Estados Pontificios, por lo que adquiere el carácter de Pontificia como, por ejemplo, la agregación por Urbano VIII a la Cofradía romana del Santísimo Crucifijo y Preciosísima Sangre, radicada en San Marcelo de Urbe de Roma, en 1626. Posteriormente, también fue agregada a la Cofradía de San Jorge de Roma y Sangre de San Juan de Letrán. 
En 1633, recibió también, por Breve Pontificio, el privilegio de que fuera el Guion de la Sangre (insignia representativa y más importante de la Cofradía) el que presidiera todas las procesiones de Semana Santa de las hermandades de la iglesia de la Merced, muchas de ellas, filiales de la propia Archicofradía de la Sangre.

### SiglosXVIII-XIX
A finales del siglo XVIII, la Orden edificó un nuevo templo. La Archicofradía construye además, por cuenta propia, una capilla en la nave del Evangelio a la altura del crucero.
En 1835, el convento fue desamortizado, iniciando una grave crisis para las cofradías que radicaban en la iglesia, entre ellas la de la Sangre. A mediados de este siglo, vuelve a alcanzar pujanza. Entre los actos de caridad de la Archicofradía en esta época se encontraba el dar alimento a los presos de la cárcel cada tercer viernes de cada mes y todos los viernes de Cuaresma.
En 1858, Antonio Gutiérrez de León y Martínez, escultor malagueño que era hermano de la archicofradía, talló y donó la imagen de Nuestra Madre Dolorosa, efectuando su primera salida procesional en la Semana Santa de este año, siendo la única talla que en la actualidad sigue formando parte del grupo escultórico del trono del Cristo.
La salida procesional del Jueves Santo de 1867 fue la última que realizó la Archicofradía en el siglo XIX, debido a una nueva etapa de crisis y a las circunstancias políticas de finales de siglo, que impedían el culto externo.

### sigloXX
En 1909, varios hermanos hacen que se retome el culto al Santísimo Cristo aunque sin procesionar de nuevo hasta el año 1919. Al año siguiente, en 1920, es nombrado Hermano Mayor Antonio Baena Gómez (Málaga, 1873-1936).
Bajo su mandato se logró el título de Real, en 1921, además de la aceptación por los Reyes de España, Alfonso XIII y Victoria Eugenia, de los nombramientos como Hermano Mayor Honorario y Camarera de Honor. También se hicieron nuevos todos los enseres procesionales y se incorporan al trono las imágenes del misterio de la Sagrada Lanzada en 1922, realizadas por el escultor valenciano Francisco Marco Díaz-Pintado. Ese mismo año, el Rey Alfonso XIII otorga el privilegio del uso del Pendón Morado de Castilla a la Corporación, entregándolo a la Archicofradía el infante Jaime de Borbón. En 1929, procesiona el segundo trono con la talla de María Santísima de Consolación y Lágrimas, imagen bendecida por el Obispo de la Diócesis, San Manuel González García.
En los sucesos del 12 de mayo de 1931, la Archicofradía perdió la práctica totalidad de su patrimonio y la iglesia que la cobijaba, salvándose solo la talla de Nuestra Madre Dolorosa, la cabeza de la Virgen de Consolación y Lágrimas y algunos enseres. Sin embargo, la Archicofradía, sumida en la decadencia, siguió celebrando sus cultos cada Miércoles Santo en honor a los Titulares entre los años 1932 y 1940, año en que comienza la reorganización, trasladando su sede canónica a la iglesia parroquial de San Felipe Neri.
En 1941, el imaginero malagueño Francisco Palma Burgos (Málaga,1918 - Úbeda,1985) talla la actual imagen del Cristo, procesionando ese mismo Miércoles Santo, acompañado tan solo por la Virgen Dolorosa de Gutiérrez de León. En 1945, volvería a procesionar la Virgen de Consolación y Lágrimas con el manto que estrenó en 1929 y que se salvó de la quema. Así, entre 1942 y 1963, la Archicofradía renovó y completó los enseres de la procesión, así como sus tronos.
En la última década del siglo XX, la Archicofradía construye la Casa Hermandad, que se inauguró en 1990.
En 1991, se celebró el cincuentenario de la bendición del Santísimo Cristo de la Sangre, siendo uno de los actos centrales de la efeméride el Pregón del Cincuentenario, pronunciado por el archicofrade Adolfo de Clemente Martínez, quien fuera presentado por Alberto Jiménez Herrera (pregonero de la Semana Santa de Málaga en ese mismo año). El acto tuvo lugar en la sede canónica de la Corporación, la Iglesia parroquial de San Felipe Neri. 
Entre 1995 y 1997, estrenó el trono y el misterio del Santísimo Cristo, realizados por el tallista y escultor malagueño, Rafael Ruiz Liébana.

### sigloXXI
En el año 2000, el Santísimo Cristo de la Sangre con el misterio de la Sagrada Lanzada participó en el Vía Crucis del Jubileo por el Segundo Milenio del Nacimiento de Cristo, organizado por la Agrupación de Cofradías y en el que participaron otras trece Corporaciones. Se celebró el día 25 de marzo de aquel año. El evento se anunció con un cartel de José Palma Santander, hermano de la Archicofradía de la Sangre.
En el año 2004, la Cofradía celebró el 75 Aniversario de la bendición de la talla de María Santísima de Consolación y Lágrimas. Destacan, entre los actos realizados, el pregón de dicha efeméride pronunciado por Juan Rosén, la acuñación de la Medalla Conmemorativa con diseño de Concepción Jiménez, el Cartel del pintor José Palma o la procesión extraordinaria de la Virgen hasta la Catedral malacitana para presidir una Solemne Celebración Litúrgica, que recorrió enclaves como la plaza de la Merced, para después, volver hasta San Felipe Neri.
Durante el año 2007, la Archicofradía celebró su V Centenario Fundacional. Entre los diferentes actos destacan la Procesión Extraordinaria de los dos Sagrados Titulares en el trono del Santísimo Cristo por las calles de Málaga; la Coronación Litúrgica de María Santísima de Consolación y Lágrimas, que tuvo lugar durante el Solemne Pontifical presidido por el Obispo de la Diócesis, D. Antonio Dorado Soto; el Pregón de la efeméride que pronunció el Alcalde de la ciudad, D. Francisco de la Torre, y que fue acompañado de un recital de la afamada cantante lírica, Montserrat Caballé; o el hecho de que la Archicofradía fuera la abanderada de la Romería que, cada año con motivo de la Feria de Málaga, se celebra en honor a nuestra Excelsa Patrona. Igualmente, la Virgen de Consolación y Lágrimas recibió la Medalla de la Ciudad por los 500 años de la fundación de la Cofradía.
El trono de la Virgen fue renovado, en 2008, por Rafael Ruiz Liébana, aunque muy reformado por Raúl Trillo y Salvador Lamas. Ese mismo año, la Corporación celebró el 150 Aniversario de la hechura de la Dolorosa que acompaña al Santísimo Cristo de la Sangre cada Miércoles Santo con diversos actos, entre los que destacan la edición de un cartel para anunciar tal efeméride, un besamanos y una Función Litúrgica. En el 2012, se estrenan los bordados del palio, con diseño de Eloy Téllez Carrión y ejecución de Juan Rosén.
Entre los años 2015 y 2016, la Corporación celebró el 75 Aniversario de la bendición de la talla del Santísimo Cristo de la Sangre. Entre los diversos actos que se celebraron destacan el Pregón realizado el 13 de junio de 2015 en la sede canónica de la Archicofradía y que pronunció D. Francisco García Muñoz, el Triduo Extraordinario Conmemorativo celebrado entre el 2 y el 5 de junio de 2015 al Señor de la Sangre, el concierto ofrecido por la Asociación Músico-Cultural de Nuestra Señora de la Paz de Málaga el 30 de enero de 2016 en el auditorio Edgar Neville o el Vía Crucis Oficial de la Agrupación de Cofradías de ese año 2016 y que presidió el Santísimo Cristo de la Sangre con motivo de tal efeméride.
En 2016, la Archicofradía estrena el manto procesional de la Santísima Virgen, de Salvador Oliver Urdiales, manteniendo el diseño del manto de 1929.
Al año siguiente, en 2017, la Archicofradía elige en cabildo de elecciones a Laura Berrocal, que sería la primera Hermana Mayor de la corporación en sus más de 500 años de historia. Como Hermana Mayor han logrado diversos hitos importantes para la Archicofradía. Entre ellos, destaca la restauración de la Virgen Titular, María Santísima de Consolación y Lágrimas, que recuperaba la policromía original con que fuera realizada. Así mismo, durante el mandato de Laura Berrocal se le dio nombre a la imagen de la Virgen Dolorosa que procesiona junto al Crucificado de la Sangre, aportando una novedosa advocación a la Semana Santa de Málaga: Nuestra Señora y Madre del Socorro. Igualmente, tuvo que abordar los años de suspensión de la salida procesional por la pandemia originada por el COVID-19, incentivando el empleo de los medios digitales para mantener el contacto con los hermanos y devotos.

## Iconografía

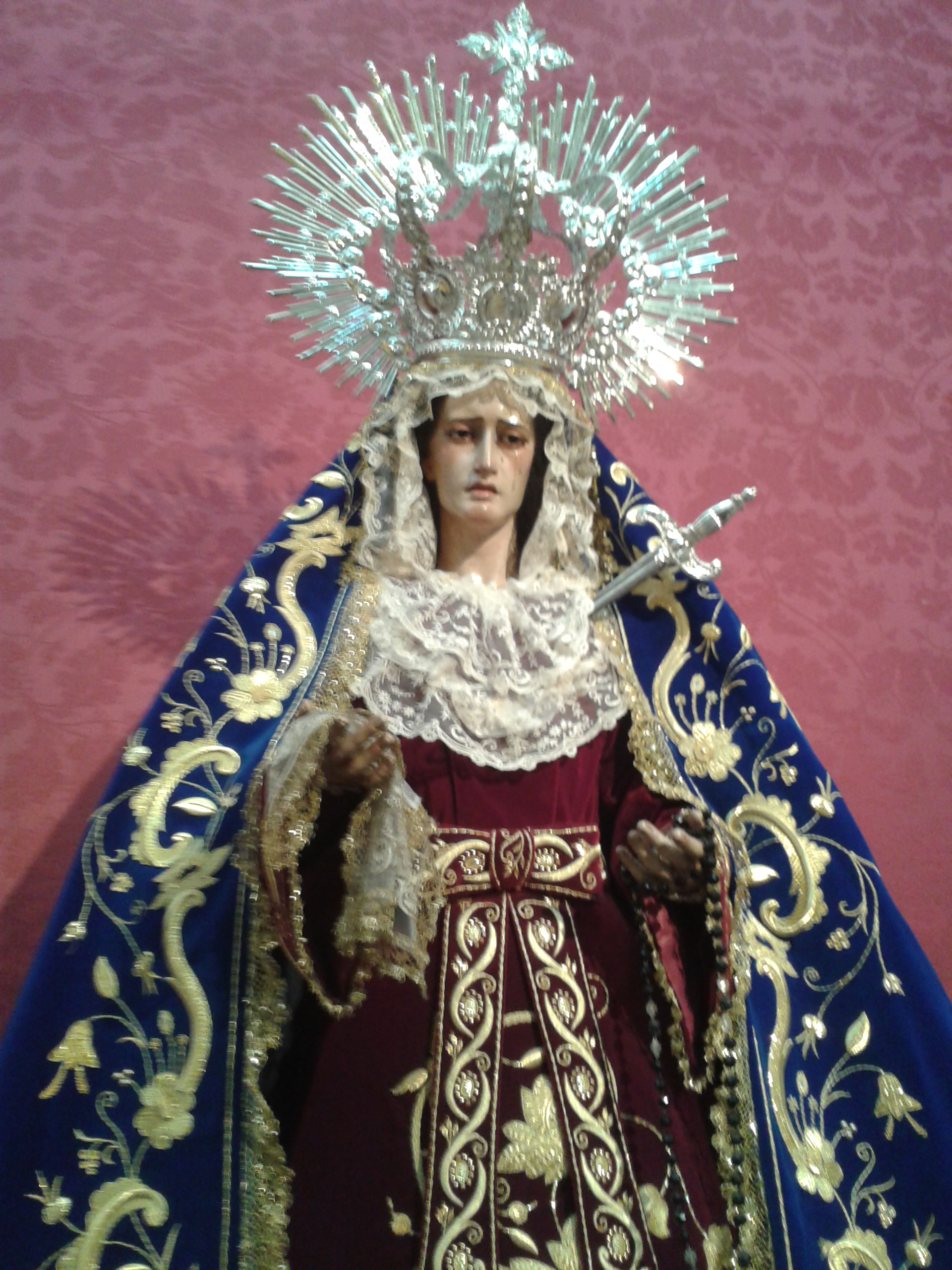
La Virgen del Socorro obra de Antonio Gutiérrez de León recibió su advocación el 22 de mayo de 2021

El grupo escultórico de la Archicofradía de la Sangre desarrolla el momento de la Sagrada Lanzada y para ello se centra en el relato del Evangelio de San Juan; el único de los evangelistas que recoge el momento de la lanzada cuando Cristo ya estaba muerto.

Pero al llegar a Jesús, como le vieron ya muerto, no le quebraron las piernas, sino que uno de los soldados le atravesó el costado con una lanza y al instante salió sangre y agua.
San Juan, 19:33-34.

La escena la contemplan las tallas de Nuestra Señora y Madre del Socorro, San Juan, María Magdalena, María Cleofás y María Salomé. Aparece también el centurión romano, Longinos, montado a caballo, cuyas bridas sujeta un sayón.

## Imágenes
- El Santísimo Cristo de la Sangre es talla de Francisco Palma Burgos (1941). La Sagrada Imagen representa a Cristo ya muerto en la cruz, sujeto al madero por tres clavos que atraviesan las palmas de las manos y con la cabeza desplomada sobre el pecho, que provoca la caída del característico mechón de pelo. Llamativa es también la llaga del costado, de la que fluye un importante reguero de sangre. Este crucificado sustituyó a la Imagen anterior, de autor anónimo aunque fechada aproximadamente en el segundo tercio del siglo XV y que se perdió en los sucesos de mayo de 1931.
- María Santísima de Consolación y Lágrimas es una imagen atribuida a la Escuela de Fernando Ortiz (siglo XVIII). No obstante, tras la restauración de Francisco Naranjo, en 2019, la autoría de la Virgen podría recaer en Antonio del Castillo (siglo XVII). El imaginero antequerano Francisco Palma García realizó la primera de las restauraciones de la Imagen en 1928, sustituyendo las primitivas manos, con dedos entrelazados, por otras extendidas. Posteriormente, fue restaurada por este mismo autor en 1932, tras los sucesos de 1931 mencionados anteriormente. En 1972, la Imagen vuelve a ser restaurada por el imaginero sevillano Luis Álvarez Duarte, quien realiza una serie de cambios en su fisonomía, sobre todo en la morfología de sus ojos, dándole además una nueva policromía, confiriéndole la fisionomía que mantuvo hasta el año 2019, cuando la talla es restaurada por Francisco Naranjo, quien recuperó la encarnadura original, oculta bajo las diferentes capas de policromía de las diversas restauraciones anteriores, y realizó un nuevo juego de manos para la Dolorosa.
- Nuestra Señora y Madre del Socorro es obra de Antonio Gutiérrez de León y Martínez (1858). La Sagrada Imagen representa a la Santísima Virgen transida de dolor en el momento del cumplimiento de la profecía de Simeón.
- Grupo Escultórico: El conjunto de imágenes que acompañan en el trono al Santísimo Cristo de la Sangre y Nuestra Señora y Madre del Socorro, representando el misterio de la Sagrada Lanzada, lo componen las siguientes tallas: San Juan Evangelista, de Amadeo Ruiz Olmos (1943); Longinos a Caballo, Sayón, María Magdalena, María Cleofás y María Salomé, de Rafael Ruiz Liébana (1997).

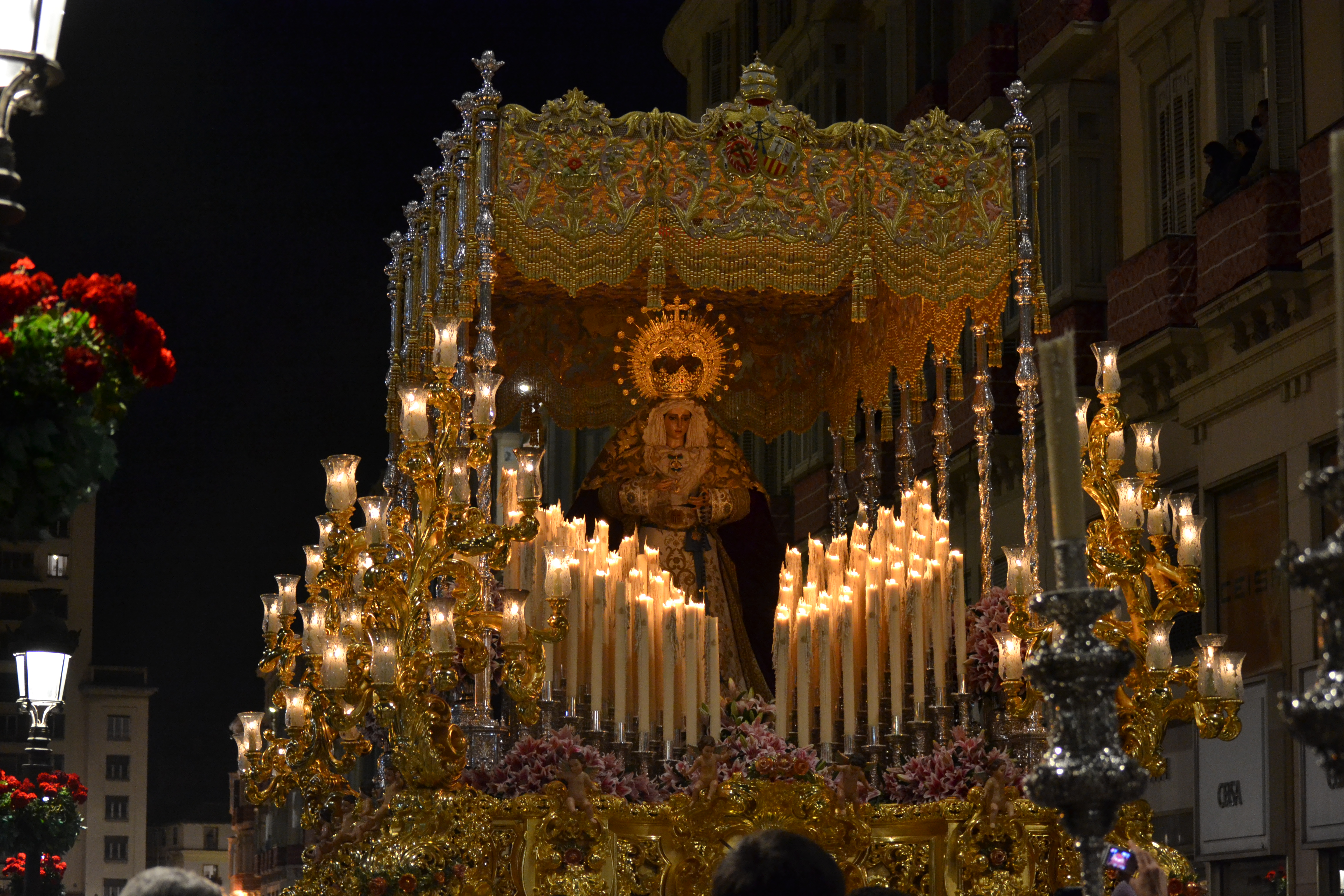
Virgen de Consolación y Lágrimas de la Archicofradía de la Sangre, el Miércoles Santo.

## Procesión
La Archicofradía de la Sangre presenta su desfile procesional compuesto por 400 hermanos nazarenos además de dos bandas.
El Cortejo se divide en dos secciones:
- Sección del Santísimo Cristo: en ella destacan el Santo Sudario, tercer titular de la Archicofradía, la Bandera Mercedaria y el Pendón Morado de Castilla. El trono del Cristo lo portan 250 hombres y mujeres. Tras el trono toca la Agrupación Musical de la Vera+Cruz de Campillos (Málaga).
- Sección de la Santísima Virgen: en esta destacan el Estandarte de la Santísima Virgen y la Bandera Pontificia. El trono de la Virgen lo portan, también, 250 hombres y mujeres. Tras el trono toca la Asociación Músico-Cultural de Nuestra Señora de la Paz de Málaga.

## Marchas dedicadas

### Banda de música
- ¡Stábat Mater!, Sebastián Cabezas Ramos (1929)
- Consolación y Lágrimas, Sebastián Cabezas Ramos (1929)
- Malacitana, Antonio Rozas (1981)
- Consolación y Lágrimas, M. Rueda (1991)
- Virgen de Consolación y Lágrimas, José Antonio Molero Luque (2001)
- Cristo de la Sangre, J. Márquez
- Plegaria al Cristo de la Sangre, Francisco Martínez Santiago (1996)
- Consolación y Lágrimas, José Ramón Valiño Cabrerizo (2003)
- Lágrima Divina, Francisco J. Almudéver (2003)
- Consolación y Lágrimas, Francisco Javier Alonso Delgado (2003)
- Himno del 75 Aniversario, José Jiménez Carra (2003)
- Cristo de la Sangre, Francisco J. Carrillo, 2004)
- Mi Consuelo son tus Lágrimas, Claudio Gómez Calado (2005)
- Cristo de la Sangre, Salvador Sánchez Vázquez, 2005)
- Sangre, mar de devociones, Juan Antonio Barros Jódar, 2007)
- Suspiros de la Tribuna de los Pobres, Pedro Gordillo, 2007)

### Cornetas y tambores
- Cristo de la Sangre, Alberto Escámez (1928)
- Consolación y Lágrimas, Alberto Escámez (1929)
- Jesús de la Sangre, Francisco Florido (1996)
- Lágrimas de Sangre, José García Marín (2007)

### Agrupación musical
- Cristo Mercedario, Salvador Quero (2012)
- Mercedario de San Felipe, Sergio Larrinaga Soler (2016)
- El Centurión,Ignacio José García Pérez, (2016)
- Por tu Sangre bendita, Juan Manuel Álvarez (2016)
- La conversión de Longinos, Nicolás Barbero, (2018)
- Por tu Sangre derramada, A. Miguel García, (2019)

## Itinerario procesional
Salida – Casa Hermandad (20:15h.) - Dos Aceras - Carretería - Tribuna de los Pobres - Puerta Nueva - Compañía - Fajardo - Cisneros - Especería - Plaza de la Constitución - Inicio del Recorrido Oficial – Tribuna Oficial (22:25h.) - Marqués de Larios - Martínez - Atarazanas - Torregorda - Alameda Principal - Plaza de la Marina - Molina Lario - Fin del Recorrido Oficial – Torre Sur (00:15h.) - Plaza del Obispo - Molina Lario - Santa María - San Agustín - Duque de la Victoria - Plaza del Siglo - Plaza del Carbón - Calderería - Plaza Uncibay - Casapalma - Cárcer - Álamos - Carretería - Dos Aceras - Entrada – Casa Hermandad (02:00h.)

## Orden de paso por Recorrido Oficial
| Predecesor: El Rico | Orden de entrada en el Recorrido Oficial (Miércoles Santo) 6.º lugar | Sucesor: La Expiración |